# بنتلي متشم
بنتلي متشم (بالإنجليزية: Bentley Mitchum)‏ هو كاتب سيناريو ومخرج وممثل أمريكي، ولد في 22 فبراير 1967 في الولايات المتحدة.

## أعمال

### مسلسلات
- جاغ

## وصلات خارجية
- بنتلي متشم على موقع IMDb (الإنجليزية)
- بنتلي متشم على موقع ألو سيني (الفرنسية)
- بنتلي متشم على موقع أول موفي (الإنجليزية)
- بنتلي متشم على موقع قاعدة بيانات الأفلام السويدية (السويدية)
- بنتلي متشم على موقع قاعدة بيانات الفيلم (الإنجليزية)
- بنتلي متشم على موقع كينوبويسك (الروسية)
- بنتلي متشم على موقع ANN person (الإنجليزية)